# Heinrich Walbe
Heinrich Rudolf Walbe (* 6. März 1865 in Lauban, Niederschlesien; † 20. Januar 1954 in Heppenheim) war ein deutscher Architekt, Baubeamter, Hochschullehrer und Denkmalpfleger.

## Leben
Heinrich Walbe wurde in Lauban in der Oberlausitz in Niederschlesien als Sohn des Gerichtsassessors Ernst Walbe und seiner Ehefrau Anna Walbe geb. Meißner geboren. Sein Vater starb bereits drei Jahre nach seiner Geburt. Er besuchte die Landesschule Pforta. und erhielt 1884 das Reifezeugnis. Von 1884 bis 1889 studierte er Architektur an der Technischen Hochschule Aachen. Anschließend leistete er seinen Militärdienst als Einjährig-Freiwilliger in München. Heinrich Walbe entschied sich für eine Karriere als Baubeamter und absolvierte von 1890 bis 1894 das Referendariat als Regierungsbauführer in Bad Nauheim und Köln. Nach dem bestandenen 2. Staatsexamen arbeitete er als Regierungsbaumeister (Assessor) in Köln. Später wurde er als Kreisbauinspektor nach Sorau versetzt.
Heinrich Walbe war für kurze Zeit als Stadtbauinspektor in der kommunalen Bauverwaltung der Stadt Halle (Saale) tätig. Ab dem 1. April 1896 arbeitete er als Architekt in dem Büro Knoch & Kallmeyer in Halle. Im Wintersemester 1902 wurde er als ordentlicher Professor für Baukunst III an die Technische Hochschule Darmstadt berufen, er war dort Nachfolger von Erwin Marx. Gleichzeitig wurde er zunächst kommissarischer und ab 1903 Denkmalpfleger der Provinz Oberhessen des Großherzogtums Hessen und gehörte dem ersten Denkmalrat an, der aufgrund des 1902 im Großherzogtum Hessen erlassenen neuen Denkmalschutzgesetzes, des ersten modernen Denkmalschutzgesetzes in Deutschland, zusammentrat.
Walbe war von 1913 bis 1916 sowie von 1928 bis 1930 Dekan der Architekturfakultät, außerdem von 1907 bis 1909 sowie von 1920 bis 1921 Rektor der TH Darmstadt. Seit spätestens 1912 war er Mitglied im Deutschen Werkbund.
Von 1912 bis 1920 errichtete er das Verwaltungsgebäude des Chemieunternehmens Merck an der Frankfurter Straße in Darmstadt. 1918 entwarf er das Denkmal für die gefallenen Angehörigen der Technischen Hochschule Darmstadt, das im Hochschulstadion aufgestellt wurde. Für die Hochschule war er als Architekt beim Neubau der Gerbereichemie für Edmund Stiasny, der angrenzenden Versuchsgerberei und des Hochspannungslaboratoriums für Waldemar Petersen, beide entstanden 1922/1923, aktiv.
In den 1920er Jahren folgten auch zahlreiche Kirchenbauten. Seit 1924 war Walbe auch als Denkmalpfleger für den südlichen Teil der Provinz Starkenburg verantwortlich.
Walbe wurde nach dem Tod von Friedrich Pützer (1922) Konsistorialbaumeister der Evangelischen Landeskirche in Hessen. Auf Antrag von Gustav Krüger erhielt er aufgrund seiner besonderen Verdienste im Kirchenbau im Dezember 1932 von der Justus-Liebig-Universität Gießen die theologische Ehrendoktorwürde (als Dr. theol. h. c.) verliehen.
Nach turbulenten Auseinandersetzungen an der Architekturfakultät nach der Machtergreifung der NSDAP in Darmstadt, der Landeshauptstadt des damaligen Volksstaats Hessen, wurde Heinrich Walbe am 16. Oktober 1933 im Alter von 68 Jahren „auf sein Ersuchen“ in den Ruhestand versetzt. Es kann nicht ausgeschlossen werden, dass der Antrag von Walbe eine Folge der Lieser-Affäre in der Architekturabteilung der Hochschule im Frühjahr 1933 war.
Im Ruhestand setzte sich Walbe intensiv mit Fragen des Fachwerks an historischen Gebäuden auseinander. Daraus entstand 1942 sein Standardwerk Das hessische-fränkische Fachwerk.
Heinrich Walbe lebte zuletzt in einem Alters- und Pflegeheim in Heppenheim. Er starb dort im Alter von 88 Jahren. Er war seit 1895 mit Mathilde Walbe geb. Meißner verheiratet. Aus dieser Ehe gingen drei Söhne hervor. Kurt Walbe (* 1898) studierte ebenfalls Architektur an der Technischen Hochschule Darmstadt und wurde später Stadtbaurat in Wittenberg und Friedberg (Hessen). Der jüngste Sohn Wolfgang Walbe (1900–1945) war Amtsgerichtsrat in Nördlingen. Er starb in den letzten Tagen des Zweiten Weltkriegs. Ein Sohn starb als Soldat im Ersten Weltkrieg.
Heinrich Walbe wurde auf dem Alten Friedhof in Darmstadt bestattet (Grabstelle: I D 192).

## Ehrungen
- 1907: Ritterkreuz I. Klasse des großherzoglich hessischen Verdienstordens Philipps des Großmütigen
- 1908: Geheimer Baurat
- 1932: Ehrendoktorwürde (Dr. theol. h. c.) der Justus-Liebig-Universität Gießen
- 1953: Bundesverdienstkreuz
- 1965: In Darmstadt wurde der Walbeweg nach ihm benannt.

## Werk

### Bauten
- 1897–1899: Wasserturm Nord in Halle (Saale) (zusammen mit Ewald Genzmer)
- 1907: Landhauskolonie Zorn in Hofheim am Taunus[4]
- 1905: Wohnhaus für Familie Burkhard in Darmstadt, Am Erlenberg 4
- nach 1904: Doppelhaus für Wilhelm und Theodor Kleinschmidt in Darmstadt, Am Erlenberg 6/8
- 1908: Einfamilienhaus (Musterhaus) auf der Hessischen Landesausstellung 1908 in Darmstadt, auf der Mathildenhöhe
- 1912: Wohnhaus Friedrich in Darmstadt, Roquetteweg 34
- 1919: Kriegerdenkmal im Hochschulstadion in Darmstadt, Lichtwiesenweg
- nach 1919: Kriegerdenkmal in Bad Wimpfen
- 1922–1923: Institut für Gerbereichemie der Technischen Hochschule Darmstadt, Schlossgartenstraße
- 1922–1923: Hochspannungslaboratorium der Technischen Hochschule Darmstadt, Schlossgartenstraße
- 1925–1926: evangelische Gustav-Adolf-Kapelle in Ober-Mörlen
- 1926–1927: evangelische Gustav-Adolf-Kirche in Gau-Algesheim
- 1933: Renovierung der evangelischen Martinskirche in Darmstadt

### Schriften
- Über Bauordnungen. Rede zur Feier des Geburtstages seiner Königlichen Hoheit des Großherzogs Ernst Ludwig von Hessen und bei Rhein am 25. November 1902 in der Aula der Großherzoglichen Technischen Hochschule zu Darmstadt. Darmstadt 1902.
- Die Kunstdenkmäler des Kreises Gießen. 1919–1938. (in mehreren Bänden)
  - Kloster Arnsburg mit Altenburg. 1919.
- Hochbau in Stein. B. G. Teubner, Leipzig 1920.
- Der Neubau des Chemischen Instituts der Universität Frankfurt a. M. In: Zeitschrift für Bauwesen. Nr. 4, 1922, S. 116–126 (zlb.de).
- Das hessisch-fränkische Fachwerk. (= Schriften des Volks- und Heimatforschung, Band 4.) Wittich, Darmstadt 1942. / erweiterte Auflagen, 1954, Gießen 1979